# Slijepčevići
Slijepčevići su naselje u distriktu Brčko, BiH.

## Stanovništvo
Nacionalni sastav stanovništva 1991. godine, bio je sljedeći:
ukupno: 371
- Srbi - 363
- Hrvati - 2
- Jugoslaveni - 1
- ostali, neopredijeljeni i nepoznato - 5